# Amerykanie pochodzenia kolumbijskiego
Amerykanie pochodzenia kolumbijskiego – obywatele lub rezydenci Stanów Zjednoczonych, których przodkowie pochodzą z Kolumbii, bądź też imigranci z tego kraju.

## Przyczyny migracji
Problemy ekonomiczne i tocząca się w Kolumbii wojna domowa to główne przyczyny migracji Kolumbijczyków do USA. Imigranci osiedlają się głównie na Florydzie (zwłaszcza na przedmieściach Miami), w Nowym Jorku (przede wszystkim w Queens i Brooklynie), w New Jersey, w Waszyngtonie i Kalifornii. Hrabstwem zamieszkiwanym przez największą liczbę Kolumbijczyków jest Queens (około 75 000). Kolumbijczycy są jedną z największych południowoamerykańskich grup imigrantów w USA.

## Zróżnicowanie etniczne społeczności kolumbijskiej w USA
Kolumbijczycy to naród zróżnicowany rasowo, w jego skład wchodzą zarówno ludzie pochodzenia indiańskiego, europejskiego (przede wszystkim hiszpańskiego), czarni oraz (najliczniejsi) metysi. Istnieją również społeczności wywodzące się z Bliskiego Wschodu, złożone przede wszystkim z Syryjczyków i Libańczyków.

## Tradycje kolumbijskie wśród imigrantów
Kolumbijczycy w USA zachowują swoje tradycje i swoją kulturę. Zalicza się do nich tradycyjne tańce latynoamerykańskie – salsę i cumbię. Większość Kolumbijczyków tradycyjnie wyznaje katolicyzm w obrządku rzymskim, jednak młodsze pokolenie jest bardziej świeckie niż starsze generacje. Kuchnia kolumbijska jest mocno zróżnicowana i zależna od regionu Kolumbii, z którego wywodzi się dana społeczność imigrantów. Ulubionym sportem Kolumbijczyków jest piłka nożna, tyczy się to także Kolumbijczyków w USA. Wśród starszych popularna jest parqués, tradycyjna gra planszowa.